# مقاطعة أبلينغ (جورجيا)
مقاطعة أبلينغ (بالإنجليزية: Appling County)‏ هي إحدى المقاطعات في ولاية جورجيا في الولايات المتحدة الأمريكية.